# GMS Günter Meyer Gesellschaft für Fahrbahnsanierungen
Die GMS Günter Meyer Gesellschaft für Fahrbahnsanierungen GmbH mit Hauptsitz Girbelsrath ist ein Anbieter von Fräsarbeiten im Straßenbau. Gegründet wurde das Unternehmen im Jahre 1983 von Günter Meyer (GMS = Günter Meyer Sanierungen).

## Arbeiten

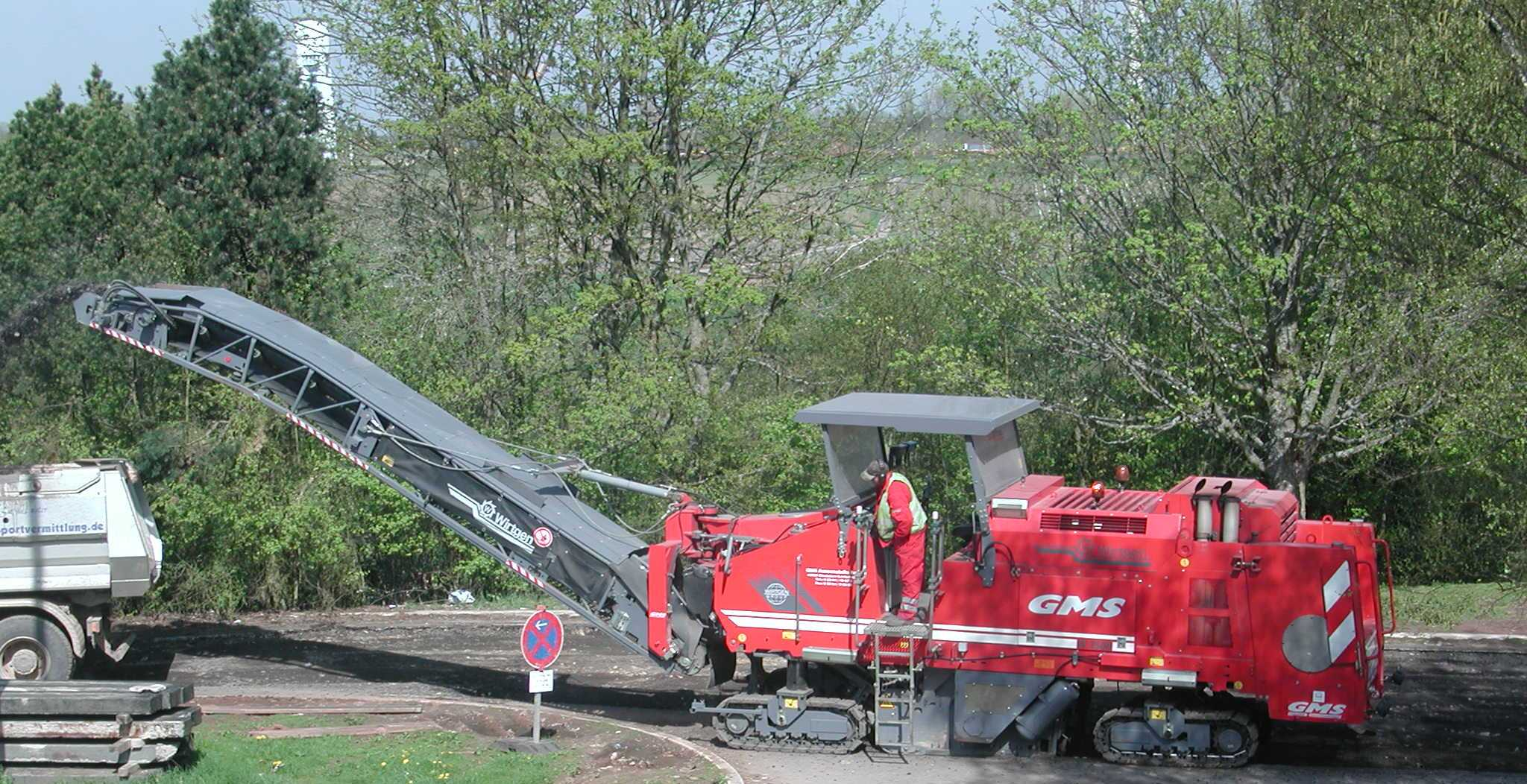
Kaltfräse W1500 des Unternehmens GMS im Einsatz

Durch Kaltfräsen wird der Asphalt- oder Betonbelag einer Straße abgetragen. Die Dicke des Abtrags ist variabel. Durch die von GMS entwickelte Vertikalfräse „Road Twister“ können kantenlose Fräsarbeiten ausgeführt werden, z. B. beim Abfräsen alter Fahrbahnmarkierungen. Durch einen anders bemeißelten Frästeller wird der Twister zu einer Kanaldeckelfräse, die den Belag um Kanaldeckel entfernen kann. Zusätzlich werden Betonfahrbahnzertrümmerungen, Fahrbahnkaltrecycling etc. angeboten.
Das Kaltfräsen ist mittlerweile der gängige Weg zur Sanierung einer Fahrbahn, da es wesentlich schneller und energiesparender als das Warmfräsen durchgeführt werden kann.

### Standorte
Neben dem Unternehmenssitz in Merzenich-Girbelsrath bestehen Niederlassungen in Dinslaken und Mogendorf.

### Tochterunternehmen
GMS ist zu 100 % an der DKS – Dieter Klein Gesellschaft für Fahrbahnsanierungen mbH im saarländischen Marpingen beteiligt, welche ebenfalls Fräsdienstleistungen erbringt.

## RoadTwister
Eine Eigenentwicklung von GMS ist der sog. Road Twister, eine spezielle Fräse mit horizontal zur Straße angebrachten Fräswalzen, welche kantenloses Feinfräsen ermöglicht. Diese Maschine kann speziell für Demarkierungsarbeiten, zur Erhöhung der Griffigkeit sowie zur Beseitigung von Unfallstellen bei zu glatten Fahrbahndecken eingesetzt werden

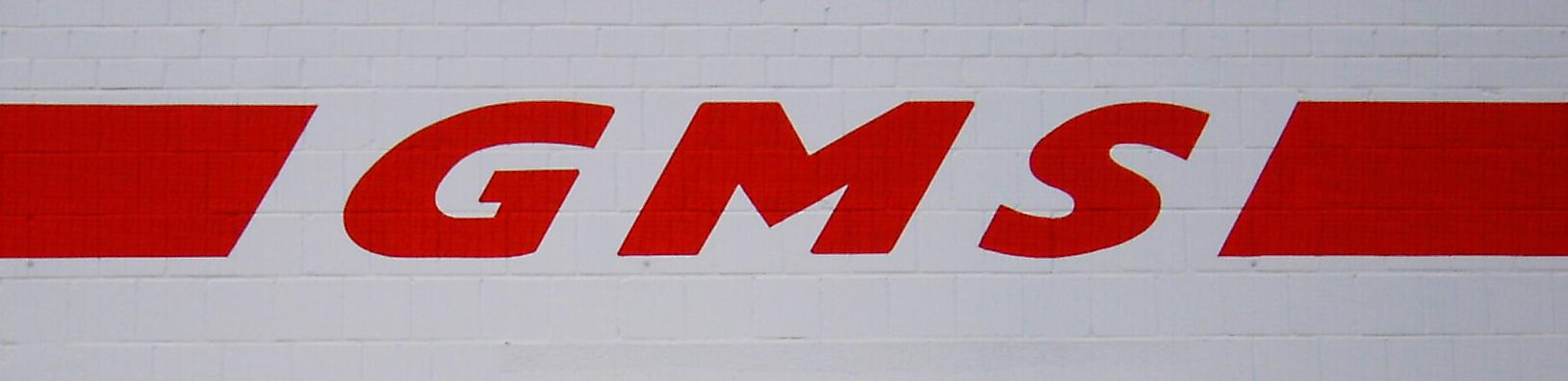
GMS-Logo